# Rodelen op de Olympische Winterspelen 2022
Rodelen was een van de sporten die beoefend worden tijdens de Olympische Winterspelen 2022 in Peking. De wedstrijden vonden plaats in het National Sliding Centre in Yanqing nabij Peking.

## Wedstrijdschema
| Datum                 | Lokale tijd | MET   | Mannen              | Vrouwen             |
| --------------------- | ----------- | ----- | ------------------- | ------------------- |
| vrijdag 4 februari    | 20:00       | 13:00 | Openingsceremonie   | Openingsceremonie   |
| zaterdag 5 februari   | 19:10       | 12:10 | Individueel (run 1) |                     |
| zaterdag 5 februari   | 20:50       | 13:50 | Individueel (Run 2) |                     |
| zondag 6 februari     | 19:30       | 12:30 | Individueel (run 3) |                     |
| zondag 6 februari     | 21:15       | 14:15 | Individueel (run 4) |                     |
| maandag 7 februari    | 19:50       | 12:50 |                     | Individueel (run 1) |
| maandag 7 februari    | 21:30       | 14:30 |                     | Individueel (Run 2) |
| dinsdag 8 februari    | 19:50       | 12:50 |                     | Individueel (run 3) |
| dinsdag 8 februari    | 21:35       | 14:35 |                     | Individueel (run 4) |
| woensdag 9 februari   | 20:20       | 13:20 | Dubbels (run 1)     |                     |
| woensdag 9 februari   | 21:35       | 14:35 | Dubbels (run 2)     |                     |
| donderdag 10 februari | 21:30       | 14:30 | Estafette           | Estafette           |
| zondag 20 februari    | 20:00       | 13:00 | Sluitingsceremonie  | Sluitingsceremonie  |

## Medailles

### Medaillewinnaars
| Onderdeel | Goud                                                                    | Goud     | Zilver                                                             | Zilver   | Brons                                                             | Brons    |
| --------- | ----------------------------------------------------------------------- | -------- | ------------------------------------------------------------------ | -------- | ----------------------------------------------------------------- | -------- |
| Mannen    | Johannes Ludwig Duitsland                                               | 3.48,735 | Wolfgang Kindl Oostenrijk                                          | 3.48,895 | Dominik Fischnaller Italië                                        | 3.49,686 |
| Vrouwen   | Natalie Geisenberger Duitsland                                          | 3.53,454 | Anna Berreiter Duitsland                                           | 3.53,947 | Tatjana Ivanova Russische ploeg                                   | 3.54,507 |
| Dubbels   | Tobias Wendl Tobias Arlt Duitsland                                      | 1.56,554 | Toni Eggert Sascha Benecken Duitsland                              | 1.56,653 | Thomas Steu Lorenz Koller Oostenrijk                              | 1.57,065 |
| Estafette | Duitsland Natalie Geisenberger Johannes Ludwig Tobias Wendl Tobias Arlt | 3.03,406 | Oostenrijk Madeleine Egle Wolfgang Kindl Thomas Steu Lorenz Koller | 3.03,486 | Letland Elīza Tīruma Kristers Aparjods Mārtiņš Bots Roberts Plūme | 3.04,354 |

### Medaillespiegel
| Plaats | Land            | NOC    | Goud | Zilver | Brons | Totaal |
| ------ | --------------- | ------ | ---- | ------ | ----- | ------ |
| 1      | Duitsland       | GER    | 4    | 2      | 0     | 6      |
| 2      | Oostenrijk      | AUT    | 0    | 2      | 1     | 3      |
| 3      | Italië          | ITA    | 0    | 0      | 1     | 1      |
| 3      | Letland         | LAT    | 0    | 0      | 1     | 1      |
| 3      | Russische ploeg | ROC    | 0    | 0      | 1     | 1      |
| Totaal | Totaal          | Totaal | 4    | 4      | 4     | 12     |